# Gregory Poirier
Pour les articles homonymes, voir Poirier (homonymie).
Ne doit pas être confondu avec Grégory Poirier.
Gregory Poirier est un scénariste, réalisateur et producteur de cinéma américain né le 19 mai 1961 à Kula à Hawaï.

## Biographie
Gregory Stephen Poirier nait le 19 mai 1961 à Kula sur l'île de Maui à Hawaï. Il étudie le théâtre à la Maui Academy of Performing Arts (en). Il étudie ensuite à l'université de Californie du Sud où il obtient un Bachelor of Fine Arts en théâtre, puis à UCLA où il décroche un Master of Fine Arts.
En 1990, il participe au concours de scénaristes Nicholl Fellowships in Screenwriting (en) organisé par l'Academy of Motion Picture Arts and Sciences. Il débute réellement sa carrière en participant à l'écriture de la série d'animation pour enfants Dynamo Duck (The Adventures of Dynamo Duck) diffusée sur Fox Kids. Durant le début des années 1990, il enchaine l'écriture de séries B dont deux volets de la saga de bikers Danger Zone, ainsi que The Stranger de Fritz Kiersch ou encore Wild Malibu Weekend! (1995) de Jason Williams. Il se fait surtout remarquer avec le scénario de Rosewood réalisé par John Singleton. Sorti en 1997, le film revient sur le massacre de Rosewood en Floride en 1923. Gregory Poirier obtient le prix Paul Selvin aux Writers Guild of America Awards pour son travail.
Il écrit ensuite la suite du Roi Lion, Le Roi lion 2 : L'Honneur de la tribu, qui sort en 1998. Dans les années 2000, il écrit plusieurs films dont Fausses Rumeurs de Davis Guggenheim et Spot de John Whitesell. Il fait également ses débuts de réalisateur avec Tomcats, une comédie érotique avec notamment Jerry O'Connell, Shannon Elizabeth, Jake Busey et Jaime Pressly. Le film reçoit des critiques globalement négatives,. Produit pour environ 11 millions de dollars, le film n'en rapporte que 23 au box-office mondial.
Au milieu des années 2000, il écrit une ébauche pour le projet Superman Returns (2006) de Bryan Singer, finalement non retenue. Il participe — avec d'autres confrères — à l'écriture de Un coup de tonnerre (2005) de Peter Hyams, adaptation libre de la nouvelle du même nom de Ray Bradbury. Il est également crédité au générique de Benjamin Gates et le Livre des secrets (2007) de Jon Turteltaub. Il coécrit ensuite la comédie d'espionnage Kung Fu Nanny avec Jackie Chan sortie en 2010.
Il développe ensuite la série télévisée Missing : Au cœur du complot avec Ashley Judd, diffusée en 2012 sur ABC. Malgré une annulation par la chaine après quelques épisodes, elle obtient deux nominations aux Primetime Emmy Awards 2012 : meilleure actrice dans une mini-série ou un téléfilm pour Ashley Judd et meilleure musique dans une série.
Il participe à l'écriture du film d'animation russe L'Incroyable Destin de Savva  de Maxim Fadeev sorti en 2014. En 2021, il écrit et produit Awake de Mark Raso. Il écrit ensuite le scénario de Knox de Michael Keaton, qui tient également le premier rôle. Le film est présenté en avant-première au festival international du film de Toronto 2023 et sort l'année suivante.

## Filmographie
Sauf indication contraire, les informations mentionnées dans cette section peuvent être confirmées par la base de données cinématographiques IMDb,  présente dans la section « Liens externes ».

### Scénariste
- 1990 : Dynamo Duck (The Adventures of Dynamo Duck) (série TV d'animation)
- 1990 : De feu et d'acier (Danger Zone III: Steel Horse War) de Douglas Bronco
- 1992 : Danger Zone 4: Mad Girls Bad Girls de Gregory Vernon Jeffery
- 1994 : Death Riders de Gregory Vernon Jeffery
- 1995 : The Stranger de Fritz Kiersch
- 1995 : Wild Malibu Weekend! de Jason Williams
- 1997 : Rosewood de John Singleton
- 1998 : Le Roi lion 2 : L'Honneur de la tribu (The Lion King II: Simba's Pride) de Rob LaDuca et Darrell Rooney
- 2001 : Fausses Rumeurs (Gossip) de Davis Guggenheim
- 2001 : Spot de John Whitesell
- 2001 : Tomcats de lui-même
- 2005 : Un coup de tonnerre (A Sound of Thunder) de Peter Hyams
- 2007 : Benjamin Gates et le Livre des secrets (National Treasure : Book of Secrets) de Jon Turteltaub (histoire uniquement)
- 2010 : Kung Fu Nanny (The Spy Next Door) de Brian Levant
- 2012 : Missing : Au cœur du complot (Missing) (série TV) (également créateur de la série)
- 2015 : L'Incroyable Destin de Savva (Савва. Сердце воина) de Maxim Fadeev
- 2021 : Awake de Mark Raso
- 2023 : Yaga i kniga zaklinaniy (Яга и книга заклинаний) de Vladimir Sakov
- 2023 : Knox (Knox Goes Away) de Michael Keaton
- 2025 : On Fire de Sean McNamara

### Producteur
- 1995 : The Stranger de Fritz Kiersch (coproducteur)
- 2012 : Missing : Au cœur du complot (Missing) (série TV) (producteur délégué)
- 2021 : Awake de Mark Raso (producteur délégué)
- 2023 : Knox (Knox Goes Away) de Michael Keaton (producteur délégué)

### Réalisateur
- 2001 : Tomcats

## Distinction
En 1998, il obtient le prix Paul Selvin aux Writers Guild of America Awards pour Rosewood.